# Gouwe
Gouwe (52° 44′ N, 4° 58′ L) é uma cidade dos Países Baixos, na província de Holanda do Norte. Gouwe pertence ao município de Opmeer, e está situada a 11 km, a noroeste de Hoorn.
A área de Gouwe, que também inclui as partes periféricas da cidade, bem como a zona rural circundante, tem uma população estimada em 210 habitantes.